# 福田区
福田区（ふくでん-く、慣用読みふくだ-く）は中華人民共和国広東省深圳市に位置する市轄区。深圳市人民政府がある。

## 地理
東は紅嶺路により羅湖区と、西は華僑城により南山区と、北は鶏公山を挟んで宝安区竜華街道、南は深圳河及び深圳湾により香港新界の米埔・元朗と接している。
沿海部の深圳湾北東部の干潟とマングローブにはシナジンコウ、コケモモガキなどの植物が生え、タイワンコブラ、アカハジロ、オバシギ、シマアオジなどの動物が生息している。2022年にラムサール条約登録地となった。

## 歴史
福田の名称には2説存在する。1つは宋代の「湖山擁福、田地生輝」によるというもの、もう1説は1192年（紹熙3年）、上沙村の始祖である黄金堂の四男の黄西は松子嶺南麓に村を造り開墾事業を行った際に次第に方形の田地が広がり「幅田」と称されたものが後に「福田」と転訛し「徳福於田」の意味となったというものである。
福田の歴史は古く、明代以前は宝安県（757年に東莞県と改称）に属した。明代以降は新安県が設置され、民国初年には宝安県第2区沙頭郷と管轄とされた。
1979年3月、宝安県が深圳市に改編されると福田区域は羅湖区の管轄とれた。1980年8月に経済特区に指定された深圳市は順調な経済発展を遂げ、1983年10月には福田・南園・園嶺・沙頭・梅林の街道弁事処に上埗区弁事処が設置され、これが福田区の前身となった。1990年10月、上埗区弁事処が廃止となり代わりに福田区が設置されている。

## 行政区画
- 福田街道
- 南園街道
- 園嶺街道
- 沙頭街道
- 梅林街道

- 香蜜湖街道
- 蓮花街道
- 華富街道
- 福保街道
- 華強北街道

## 経済
2007年8月15日、福田口岸が設置され香港側の落馬洲駅と接続することで更なる発展を遂げている。また国境付近には福田保税区が位置し、同時に広深高速道路皇崗インターチェンジが設置され、香港との物流の一大拠点となっている。
区中心部にはコンベンションセンター（会展中心）が位置し、その周辺はオフィスビル地区が整備されている。近年は商業地としての購物公園（COCO PARK）の整備も進められ、週末にはバー街が多くの地元民でにぎわっている。また華強北路には賽格広場を初めとする専門店が集中する電気街地区、科学館駅付近にはジャスコも出店している中信広場を中心とした商業区域も存在している。
深圳地下鉄1号線（羅宝線）の購物公園駅、車公廟駅、香蜜湖駅は高級住宅地として開発が行われている。
また公共交通網が急速に整備され、広州と香港を連絡する広深港高速鉄道の駅が深南益田地区の福田駅に設置され、地下鉄2号線（蛇口線）及び3号線（竜崗線）と連絡され、また徒歩圏内に深圳市中心部を東西につなぐ1号線（羅宝線）購物公園駅が存在していることから、深圳経済の中心地区としての発展が期待されている。
- 2016年、福田区は2015年に比べて8.6％増加し、3561億4,400万元の地域総生産を達成した。そのうち、第一産業の付加価値は1億8800万元、2015年から29.3％増加、第二産業の付加価値は2220億元、2015年から5.1％増加、第三次産業の付加価値は333.756億元、2015年から8.8増加％、産業構造は0.05：6.23：93.72であって、1人あたりの地域GDPは241,200元となった。
- 2016年、福田区には819のハイテク企業がありました。ハイテク製品の生産額は2015年に比べて7.8％増加し、1506.21億元に達した;ハイテク産業の付加価値は、2015年より8.7％増加し、384.15億元で、地域のGDPの10.8％を占めた。福田区の特許出願数は19,323で、2015年と比較して18.5％増加した。付与された特許数は9,432であり、2015年と比較して7.6％減少した。国際特許出願数は1761年で、2015年と比較して59.4％増加し、市全体の9.0％を占めている。 9434の有効な発明特許、2015年と比較して49.5％の増加となった。

## 交通

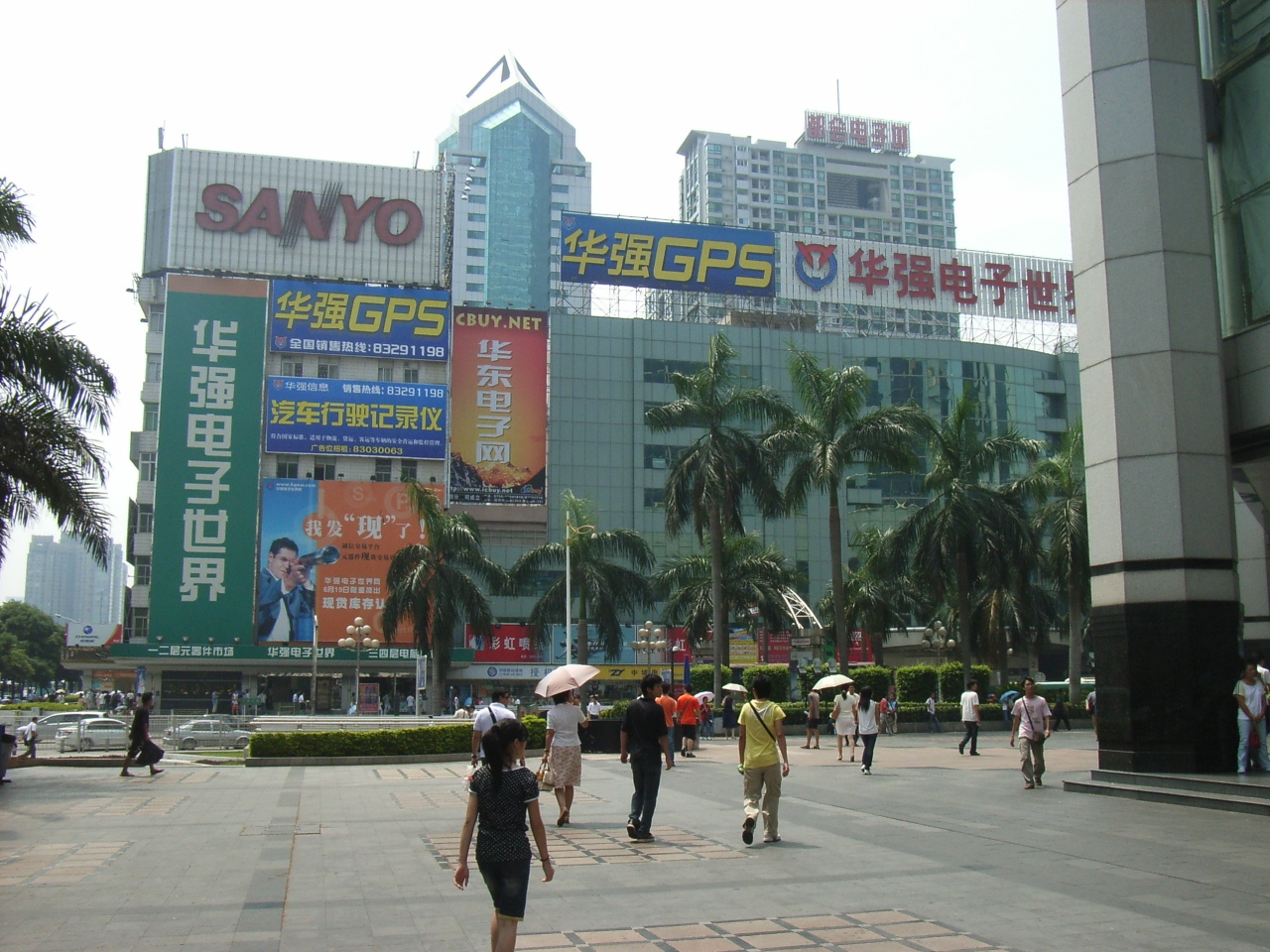
華強北路の電子街

- 鉄道
  - 広深港高速鉄道
- 地下鉄
  - 1号線（羅宝線）
  - 2号線（蛇口線）
  - 3号線（竜崗線）
  - 4号線（竜華線）
- 高速道路
  - 広深高速道路
  - 竜大高速道路
  - 珠三角環線高速道路

## 観光地
- 蓮花山公園
- 紅樹林自然保護区
- 香蜜湖
- 筆架山公園
- 茘枝公園
- 深圳市国際園林花卉博覧園

## 健康・医療・衛生
- 深圳市第二人民医院
- 北京大学深圳医院[3]
- 香港大学深圳医院[4]
- 深圳市中医院
- 深圳市児童医院
- 深圳市婦幼児保健院
- 中山大学付属第八医院（深圳福田）（福田区人民医院）[5]
- 広州中医薬大学深圳医院（福田）（福田区中医院）[6]
- 深圳市福田区第二人民医院

## 姉妹都市・提携都市
- 飯山市(日本国長野県)
  - 2014年(平成24年)7月10日友好交流提携